# Tomás Rocamora García
Tomás Rocamora García (Cox, 13 de agosto de 1907 - Alicante, 15 de marzo de 1996) fue un sacerdote, pianista y compositor español.

## Vida
Tomás Rocamora García nació en Cox, en la provincia de Alicante. Estudió en el seminario de Orihuela, donde obtuvo matrícula de honor en Filosofía y Teología, ordenándose sacerdote el 28 de agosto de 1932. Sus estudios eclesiásticos los simultaneó con los de música, ejerciendo durante sus estudios en el seminario de organista de la Catedral de Orihuela.
Tras su ordenación comenzó su trabajo como sacerdote y músico, dando su primera misa en Cox el 11 de septiembre. En 1932 obtuvo el beneficio de maestro de capilla de la Catedral de Orihuela y fue profesor de música del colegio jesuita de Santo Domingo.
Poco después se trasladó a Santiago de Chile, donde perfeccionó su música con Raúl Hugel. Allí se dio a conocer como concertista de piano y compositor, con un notable prestigio.
En 1939, una vez terminada la Guerra civil, regresó a España, siendo designado párroco de la iglesia de Santa Ana de Elda el 2 de junio de 1940. Permaneció en Elda dos años, dirigiendo la reconstrucción del templo y la recuperación del interior. Durante este tiempo también fundó la escolanía, para la que escribió varias composiciones dedicadas a los patronos. De Elda pasó a la iglesia del Socorro de Aspe.
Posteriormente se trasladó a Alicante, donde fue párroco de la iglesia de la Misericordia. El 31 de mayo de 1948 tomó posesión de una canonjía de la todavía Colegiata de Alicante, que no sería nombrada concatedral hasta 1959. A la vez fue nombrado organista y maestro de capilla, cargo que obtuvo por oposición. Solo permaneció dos años, pero durante su ejercicio recuperó el canto gregoriano y la música polifónica en las misas. También contribuyó a la creación de la Escolanía Nuestra Señora del Remedio en 1949, pero el coro solo se mantuvo hasta la partida del maestro. A partir de 1950 sería Antonio Rubio Cortés el que se encargaría de la música «por medio de contrato».
En 1961 regresó a Chile como secretario canciller del obispado de San Felipe durante cuatro años. De regreso en Alicante, recuperó su cargo de canónigo de San Nicolás, donde permaneció hasta su jubilación. En 1981, con motivo de sus bodas de oro sacerdotales, recibió numerosos homenajes.
Falleció a los 88 años, el 15 de marzo de 1996, en la Casa Sacerdotal de Alicante, siendo sepultado en Cox. El 30 de marzo de 2006 fue nombrado hijo predilecto de Cox.

## Obra
Se conservan algunas composiciones religiosas del maestro Rocamora, ente ellas plegarias, motetes, villancicos y una misa de réquiem. Entre su obra seglar deatacan las composiciones para piano y canto editadas en Chile, entre ellas, Arrullo, Primicias —«La flor de Castilla» y «Sangre española»— y Danzas Españolas —«Levantina», «Oriental», «Alpujarreña», «Gaditana» y «Andaluza».
Su Himno de la Coronación (1953) fue publicado en Virgen del Carmen de Cox de Gonzalo Berná Pic.